# 潮塘站
潮塘站是浙江省慈溪市建设中的一座地下市域铁路车站，属于宁波轨道交通10号线及规划中的11号线。10号线车站计划于2026年底启用。车站因坐落于新、老潮塘村片区范围内而得名。

## 车站形制
潮塘站位于慈溪市古塘街道百花跟路、浒崇公路口，沿浒崇公路南北向布置。车站为地下二层双岛四线车站，长308米，宽40.5米，总建筑面积为41231平方米。10号线与11号线在本站贯通运营。

## 出口
潮塘站规划设置4个出口。